# Église Saint-Remy de Vittel
Pour les articles homonymes, voir Église Saint-Remy.
L'église Saint-Remy de Vittel est une église catholique située à Vittel, dans le département des Vosges, en région Grand Est, France.

## Historique
La construction de l'église a débuté au XIIe siècle. Les nefs ont été édifiées aux XVe et XVIe siècles, et la chapelle Saint-Blaise ainsi que celle de la Vierge datent de 1564.

## Description
Plusieurs objets sont référencés dans la base Palissy :
- Statue : Saint Joachim[2] ;
- Plaque commémorative au nom de Rémy Hilaire, archidiacre[3] ;
- Plaque commémorative de la fondation d'une messe des morts[4].

## Protection
L'église est inscrite au titre des monuments historiques par arrêté du 3 mars 1926.